# موتوسو، گیفو
موتوسو در استان گیفو در کشور ژاپن واقع شده‌است  که دارای جمعیت ۳۴٬۷۲۹ نفر و مساحت ۳۷۴٫۵۷ کیلومتر مربع با تراکم جمعیت ۹۲٫۷  نفر در کیلومترمربع است و در تاریخ ۱ فوریه ۲۰۰۴ به عنوان شهر شناخته شد.